# The Amazing Jeckel Brothers
The Amazing Jeckel Brothers — пятый студийный альбом американской хип-хоп группы Insane Clown Posse, выпущенный 25 мая 1999 года, на Island Records. Альбом является 5-й джокер-картой из «Dark Carnival» саги.

## Об альбоме
Запись The Amazing Jeckel Brothers проходила с 1998 по 1999 год. Тексты песен альбома описывают 9 кругов ада, и нравственность человека, как он разрывается между праведностью и злом, Jeckel Brothers описываются как духи, которые жонглируют пульсирующими кровью покрытыми шарами, представляющими грехи, совершенные во время земной жизни мертвых.
The Amazing Jeckel Brothers второй студийный альбом Insane Clown Posse, выпущенным на Island, и имеет более чёткое хип-хоп звучание, в отличие от рок-ориентированного предшественника, The Great Milenko (1997). На альбоме появились такие гости-рэперы, как Ol' Dirty Bastard и Snoop Dogg, а также The Jerky Boys и Twiztid. Он дебютировал под номером четыре на Billboard Charts и в 2008 стал платиновым.

## Список композиций
1. «Intro» (1:19)
2. «Jake Jeckel» (1:26)
3. «Bring It On» (4:28)
4. «I Want My Shit» (5:20)
5. «Bitches» (Featuring Ol' Dirty Bastard & Jerky Boys) (4:33)
6. «Terrible» (4:21)
7. «I Stab People» (1:40)
8. «Another Love Song» (4:09)
9. «Everybody Rize» (3:21)
10. «Play With Me» (4:19)
11. «Jack Jeckel» (1:25)
12. «Fuck The World» (3:44)
13. «The Shaggy Show» (Featuring Snoop Dogg) (6:32)
14. «Mad Professor» (5:49)
15. «Assassins» (Featuring Jerky Boys) (5:15)
16. «Echo Side» (Featuring Twiztid) (5:39)
17. "Nothing’s Left (6:10)

## Чарты
| Чарт                  | Высшая позиция |
| --------------------- | -------------- |
| US Billboard 200      | 4              |
| Топ интернет-альбомов | 5              |

## Сертификация
| Страна        | Сертификация |
| ------------- | ------------ |
| United States | Платиновый   |